# Phoma aliena
Phoma aliena är en lavart som först beskrevs av Elias Fries, och fick sitt nu gällande namn av Aa & Boerema 1998. Phoma aliena ingår i släktet Phoma, ordningen Pleosporales, klassen Dothideomycetes, divisionen sporsäcksvampar och riket svampar.   Inga underarter finns listade i Catalogue of Life.